# Atlantic and North West Railway
Die Atlantic and North West Railway (A&NW) ist eine ehemalige Eisenbahngesellschaft in Québec und Ontario (Kanada). Sie wurde am 15. Mai 1879 mit dem Ziel gegründet, die beiden Netze der kanadischen Eisenbahn, nämlich das Hauptnetz in Québec und das Gebiet New Brunswick, durch eine direktere Linie zu verbinden, als das durch kanadisches Territorium möglich wäre.
Die 294 Kilometer lange normalspurige Strecke wurde alsbald gebaut und verlief von Montreal (Südende der Lachine Bridge) über Sherbrooke, Mégantic bis zur US-Staatsgrenze bei Lowellton. Dort schloss sich die Strecke der International Railway of Maine nach Mattawamkeag an, die die A&NW am 2. November 1886 kaufte. Zwischen Farnham und Brookport (10 km) konnte die bereits bestehende Strecke der South Eastern Railway mitbenutzt werden. Weiterhin baute man eine von der Hauptstrecke Montréal–Mattawamkeag unabhängige, 30 Kilometer lange Zweigstrecke von der A&NW Railway Junction (später Payne) nach Eganville (Ontario) westlich von Ottawa, die an die Hauptstrecke der Canada Central Railway anschloss.
Bereits seit dem 1. August 1883 war die Gesellschaft durch die Ontario and Quebec Railway für 999 Jahre gepachtet worden, die am 3. Dezember 1883 etwa 25 Kilometer der Hauptstrecke erwarb. Dieser Pachtvertrag ging mit Wirkung vom 6. Dezember 1886 auf die Canadian Pacific Railway über, jedoch nur für die Hauptstrecke Montréal–Mattawamkeag. Der Vertrag über die Zweigstrecke nach Eganville wurde erst am 1. April 1894 auf die CPR umgeschrieben.
Die Hauptstrecke besteht heute noch und wird von der Central Maine and Quebec Railway genutzt. Die Nebenstrecke nach Eganville ist stillgelegt.

## Strecken
- Bahnstrecke Montréal–Farnham
- Bahnstrecke Brookport–Mattawamkeag
- Bahnstrecke Payne–Eganville